# Etterstad
Etterstad er et strøg i Oslo, beliggende mellem Alnaelva og Strømsveien, nord for Vålerenga. Etterstad blev indlemmet i Oslo i 1946, to år før Aker og Oslo blev slået sammen. Området er en svagt skrånende slette. Kong Karl Johan beordrede her i 1821 en større militærøvelse med omkring 6000 soldater som en politisk magtmarkering rettet mod Stortinget. Stedet blev også benyttet som rettersted, og byens sidste henrettelser blev foretaget her 19. april 1864 da rovmorderne prøjsseren Friedrich Wilhelm Priess, 30 år, og danskeren Knud Fredrik Christian Simonsen, 27 år blev henrettet ved halshugning. Over 5000 mennesker skal have været tilstede.
I 1910 holdt den svenske flypioner og adelsmand, friherre Carl Cederström opvisning her, samtidig blev området benyttet som travbane frem til Bjerkebanen blev bygget i 1928.
OBOS startede boligbyggeri i 1930erne, og rejste det første byggeri i 1931 efter en storstilet reguleringsplan af Harald Hals fra 1924. Denne reguleringsplan blev ikke videreført pga den tyske okkupation under 2. verdenskrig. Den første gård som ble bygget går under det folkelige navn Etterstadslottet.
Frem til T-banen åbnede i 1967, havde området sporvognsforbindelse til centrum fra 1920erne, med omstigning til forstadsbane til Oppsal og Østensjøområdet.
Området har en del kontorarbejdspladser og mindre virksomheder, her ligger også Etterstad videregående skole Arkiveret 30. juni 2007 hos  Wayback Machine som er etableret på grundlag af den tidligere Oslo teknisk-maritime skole (tidl. Oslo Maskinistskole) og Kokk- og stuertskolen.
59°54′36″N 10°48′02″Ø / 59.91°N 10.8006°Ø